# أغنية العمل (أغنية هوزير)
«أغنية عمل» (بالإنجليزية: Work Song) (نقحرة: وورك سونغ) هي أغنية كتبها وأداها الفنان الأيرلندي هوزير. وهي الأغنية المنفردة الرابعة في ألبوم الإستديو الأول هوزير (2014). صدرت كخامس أغنية منفردة في راديوهات الروك الأميركية بالولايات المتحدة في 16 مارس 2015.
كلمات أغنية عمل تتحدث عن الحب غير المتبادل، مع مشاعر المغني المتيم والذي «بالكاد يأكل.» حيث حتى الموت لا يستطيع إيقافه عن حب فتاته. وعندما يحل الوقت، بطل الرواية سيخرج من قبره «ويزحف إلى منزلها».

## الترويج
- في غرة أغسطس 2014، أدى هوزير الأغنية في مهرجان لولابيلوزا 2014.[3]
- في 5 مارس، أدى الأغنية في ذا تونايت شو ستارينغ جيمي فالون.[4][5]
- قُدمت الأغنية في أول مقطع تشويقي لفِلم نيكولاس سباركس  الرومانسي الدرامي أطول جولة المبني على  رواية من نفس الاسم.

## تاريخ الإصدار
| الإقليم          | تاريخ        | شكل             | ملصق             |
| ---------------- | ------------ | --------------- | ---------------- |
| الولايات المتحدة | 16 مارس 2015 | راديو           | تسجيلات كولومبيا |
| الولايات المتحدة | 17 مارس 2015 | راديو مودرن روك | تسجيلات كولومبيا |